# San Vicente de Arévalo
San Vicente de Arévalo – gmina w Hiszpanii, w prowincji Ávila, w Kastylii i León, o powierzchni 16,12 km². W 2011 roku gmina liczyła 204 mieszkańców.